# Inquisitor acervatus
Inquisitor acervatus é uma espécie de gastrópode do gênero Inquisitor, pertencente a família Pseudomelatomidae.